# 니시진역
니시진역(일본어: 西新駅)은 일본 후쿠오카현 후쿠오카시 사와라구 니시진 2초메에 소재하는 후쿠오카 시 교통국 지하철 공항선의 역이다. 역 번호는 K04.
역의 심벌 마크는 후쿠오카 시 출신의 그래픽 디자이너, 니시지마 이사오가 디자인한 것이어서 니시진의 머리 글자"N"의 글씨에 연필과 펜 끝을 절충한 것으로 니시진이 후쿠오카 현립 슈유칸 고등학교와 세이난 가쿠엔 중학교·고등학교, 세이난 가쿠인 대학이 있는 대학가인 것에서 유래되었다.

## 역 구조
섬식 승강장 1면 2선의 승강장을 갖는 지하역이다. 메이노하마역 쪽으로 인상선이 있고 주간 시간대에 설정된 당역 발착의 하코자키 선 직통 열차의 반환점으로 사용되고 있다.

### 승강장
| 1 | ■공항선·하코자키 선 | 덴진・하카타・후쿠오카 공항・가이즈카 방면 |
| 2 | ■공항선·지쿠히 선   | 메이노하마・지쿠젠마에바루・가라쓰 방면    |

## 이용 상황
2015년도의 1일 평균 승차 인원은 22,387명이다.
최근의 1일 평균 승차 인원의 추이는 아래 표와 같다.
| 연도   | 1일 평균 승차 인원 |
| ------ | ------------------ |
| 2001년 | 22,097             |
| 2002년 | 21,671             |
| 2003년 | 20,885             |
| 2004년 | 20,387             |
| 2005년 | 19,421             |
| 2006년 | 20,167             |
| 2007년 | 20,292             |
| 2008년 | 20,468             |
| 2009년 | 19,999             |
| 2010년 | 20,691             |
| 2011년 | 21,374             |
| 2012년 | 21,799             |
| 2013년 | 22,222             |
| 2014년 | 22,526             |
| 2015년 | 22,387             |

## 역 주변
니시진 교차점 부근 메이지도리 직하에 위치한다. 5번 출구는 니시진 엘모ー루프라리바와 지하 2층에서 연결된다.
- 국도 제263호선
- 니시진 팰리스
- 후쿠오카 시 박물관
- 후쿠오카 시 종합도서관
- 후쿠오카 타워
- RKB 마이니치 방송
- TV 니시닛폰
- 이온 니시진
- 니시진 상점가
- 후쿠오카 현립 슈유칸 고등학교
- 세이난 가쿠인 대학
- 세이난 가쿠엔 중학교·고등학교
- 후쿠오카 기념 병원

## 인접역
| 후쿠오카 시 지하철 ■ 공항선  | 후쿠오카 시 지하철 ■ 공항선 | 후쿠오카 시 지하철 ■ 공항선     |
| ---------------------------- | --------------------------- | ------------------------------- |
| K03 후지사키 메이노하마 방면 |                             | 도진마치 K05 후쿠오카 공항 방면 |